# David Schneider (athlétisme)
Pour les articles homonymes, voir David Schneider et Schneider.
David Schneider, né le 27 avril 1981, est un athlète suisse spécialisé en course d'orientation et en course en montagne. Il a remporté la médaille d'argent aux championnats d'Europe de course en montagne 2015. Il a également remporté cinq titres de champion suisse de course d'orientation en 2002, 2004, 2005, 2006 et 2007 et quatre titres de champion suisse de course en montagne en 2006, 2007, 2010 et 2013.

## Biographie
David commence sa carrière sportive en course d'orientation. Encore inconnu à ses débuts, il crée la surprise en remportant son premier titre national sur longue distance en 2002. Il confirme en remportant trois autres titres en 2004, 2005 et 2006, puis le titre de champion suisse moyenne distance en 2007.
En 2006, il s'essaye à d'autres disciplines avec succès puisqu'il remporte, en plus du titre de champion suisse de course d'orientation longue distance, les titres de champion suisse de cross et de course en montagne. C'est vers cette dernière discipline qu'il orientera ensuite sa carrière.
Il décroche deux médailles au classement par équipe des championnats du monde: bronze en 2007 avec Sébastien Epiney, Alexis Gex-Fabry et Andy Sutz et argent l'année suivante avec Sébastien Epiney, Alexis Gex-Fabry et Tarcis Ançay.
Le 15 novembre 2009, il prend pour la première fois le départ d'une course militaire en s'élançant sur la 75e édition de la course militaire de Frauenfeld. N'ayant jamais couru de marathon mais connaissant l'épreuve, qui traverse la ville de Wil, depuis sa plus tendre enfance, il domine la course du début à la fin et s'impose en 2 h 51 min 45 s, reléguant son plus proche poursuivant à plus de douze minutes.
En 2010, il quitte la ville de Wil et emménage à Vienne en Autriche avec sa compagne.
Durant la saison du Grand Prix WMRA 2011, il remporte la montée du Grand Ballon puis décroche deux podiums aux courses du Grintovec et de Šmarna Gora ce qui lui permet de terminer deuxième du classement.
En 2013, il remporte les championnats d'Autriche de course en montagne à Itter. Bien que n'ayant pas la nationalité autrichienne, il réside à Vienne et est donc éligible.
En 2014, il termine à nouveau deuxième de la Coupe du monde de course en montagne avec seulement deux podiums aux courses de l'Asitzgipfel et de Šmarna Gora mais face à une concurrence plus éparse.
En 2015, il termine 2e aux championnats d'Europe de course en montagne à Porto Moniz. Il décroche également la médaille de bronze par équipe avec Pascal Egli et Daniel Lustenberger.

## Palmarès en course d'orientation

### Championnats du monde de course d'orientation
- Championnats du monde de course d'orientation 2003
  - 4e en relais avec Thomas Bührer et Marc Lauenstein
  - 6e en sprint
- Championnats du monde de course d'orientation 2005
  - 4e en longue distance
- Championnats du monde de course d'orientation 2007
  - 5e en relais avec Daniel Hubmann et Matthias Merz

### Championnats d'Europe de course d'orientation
- Championnats d'Europe de course d'orientation 2006
  - 5e en sprint

## Palmarès en athlétisme

### Course en montagne
| no  | masculin           | Course                                                   | Longueur | Départ            | Temps           |
| --- | ------------------ | -------------------------------------------------------- | -------- | ----------------- | --------------- |
| 1re | Médaille d'or      | Championnats suisses de course en montagne               | 12 km    | 18 juin 2006      | 53 min 8 s      |
| 2e  | Médaille d'or      | Championnats suisses de course en montagne               | 12,7 km  | 10 juin 2007      | 1 h 2 min 43 s  |
| 10e | 10e                | Trophée mondial de course en montagne                    | 12 km    | 14 septembre 2008 | 56 min 54 s     |
| 1re | Médaille d'or      | Thyon-Dixence                                            | 16,3 km  | 2 août 2009       | 1 h 12 min 43 s |
| 3e  | Médaille de bronze | Montée du Skåla                                          | 8,2 km   | 15 août 2009      | 1 h 10 min 50 s |
| 1re | Médaille d'or      | Course de montagne de Gamperney                          | 8,8 km   | 30 mai 2010       | 46 min 3 s      |
| 2e  | Médaille d'or      | Championnats suisses de course en montagne               | 18,8 km  | 11 juillet 2010   | 1 h 28 min 43 s |
| 3e  | Médaille de bronze | Harakiri-Run                                             | 10,4 km  | 1er août 2010     | 52 min 52 s     |
| 3e  | Médaille de bronze | Montée du Skåla                                          | 8,2 km   | 14 août 2010      | 1 h 12 min 50 s |
| 2e  | Médaille d'argent  | Drei Zinnen Alpine Run                                   | 17,5 km  | 12 septembre 2010 | 1 h 28 min 28 s |
| 1re | Médaille d'or      | Course de montagne de Gamperney                          | 8,8 km   | 29 mai 2011       | 45 min 17 s     |
| 1re | Médaille d'or      | Montée du Grand Ballon                                   | 13,5 km  | 2 juin 2011       | 1 h 0 min 55 s  |
| 1re | Médaille d'or      | Course de montagne du Hochfelln                          | 8,9 km   | 25 septembre 2011 | 43 min 21 s     |
| 2e  | Médaille d'argent  | Course de Šmarna Gora                                    | 10 km    | 1er octobre 2011  | 42 min 36 s     |
| 5e  | 5e                 | Sierre-Zinal                                             | 31 km    | 12 août 2012      | 2 h 41 min 29 s |
| 1re | Médaille d'or      | Course de montagne du Hochfelln                          | 8,9 km   | 30 septembre 2012 | 43 min 23 s     |
| 3e  | Médaille de bronze | Course de Šmarna Gora                                    | 10 km    | 6 octobre 2012    | 42 min 19 s     |
| 1re | Médaille d'or      | Course de montagne de Gamperney                          | 8,6 km   | 26 mai 2013       | 37 min 15 s     |
| 1re | Médaille d'or      | Championnats d'Autriche de course en montagne            | 10,9 km  | 9 juin 2013       | 55 min 42 s     |
| 1re | Médaille d'or      | Championnats suisses de course en montagne               | 8,7 km   | 23 juin 2013      | 50 min 38 s     |
| 10e | 10e                | Championnats d'Europe de course en montagne              | 11,8 km  | 6 juillet 2013    | 59 min 41 s     |
| 7e  | 7e                 | Championnats d'Europe de skyrunning - Kilomètre vertical | 2,4 km   | 19 juillet 2013   | 35 min 21 s     |
| 4e  | 4e                 | Limone Extreme SkyRace                                   | 23 km    | 13 octobre 2013   | 2 h 20 min 40 s |
| 7e  | 7e                 | Sierre-Zinal                                             | 31 km    | 10 août 2014      | 2 h 37 min 53 s |
| 3e  | Médaille de bronze | Course de montagne de l'Asitzgipfel                      | 8 km     | 31 août 2014      | 47 min 17 s     |
| 2e  | Médaille d'argent  | Course de montagne du Hochfelln                          | 8,9 km   | 28 septembre 2014 | 43 min 40 s     |
| 2e  | Médaille d'argent  | Course de Šmarna Gora                                    | 10 km    | 4 octobre 2014    | 43 min 45 s     |
| 3e  | Médaille de bronze | Limone Extreme SkyRace                                   | 23 km    | 11 octobre 2014   | 2 h 19 min 58 s |
| 2e  | Médaille d'argent  | Course de montagne de Gamperney                          | 8,8 km   | 31 mai 2015       | 45 min 33 s     |
| 2e  | Médaille d'argent  | Championnats d'Europe de course en montagne              | 11,8 km  | 4 juillet 2015    | 1 h 2 min 49 s  |
| 3e  | Médaille de bronze | Course de montagne du Grintovec                          | 9,6 km   | 26 juillet 2015   | 1 h 21 min 46 s |
| 2e  | Médaille d'argent  | SkyRace Lodrino-Lavertezzo                               | 21 km    | 10 juillet 2016   | 2 h 53 min 27 s |
| 2e  | Médaille d'argent  | Montée du Skåla                                          | 5,8 km   | 13 août 2016      | 42 min 33 s     |
| 3e  | Médaille de bronze | Semi-marathon Inferno                                    | 21,1 km  | 20 août 2016      | 2 h 7 min 33 s  |
| 3e  | Médaille de bronze | Drei Zinnen Alpine Run                                   | 12 km    | 17 septembre 2016 | 1 h 5 min 40 s  |
| 4e  | Médaille de bronze | Championnats suisses de course en montagne               | 13,1 km  | 2 août 2018       | 58 min 9 s      |

### Route
| Année | Compétition                    | Lieu       | Place | Épreuve          | Temps           |
| ----- | ------------------------------ | ---------- | ----- | ---------------- | --------------- |
| 2009  | Frauenfelder Militärwettmarsch | Frauenfeld | 1er   | Course militaire | 2 h 51 min 45 s |
| 2016  | 3-Länder Marathon              | Brégence   | 2e    | Marathon         | 2 h 29 min 21 s |

## Records
| Épreuve               | Performance     | Date            | Lieu       |
| --------------------- | --------------- | --------------- | ---------- |
| 3 000 mètres en salle | 8 min 29 s 06   | 23 février 2013 | Vienne     |
| 5 000 mètres          | 15 min 7 s 60   | 2 juin 2010     | Freienbach |
| 15 kilomètres         | 49 min 4 s      | 20 mars 2010    | Chiètres   |
| 10 miles              | 52 min 47 s     | 22 mai 2010     | Berne      |
| Semi-marathon         | 1 h 7 min 38 s  | 24 mars 2013    | Milan      |
| Marathon              | 2 h 29 min 21 s | 9 octobre 2016  | Brégence   |